# Suganga
Le suganga (ou wagarabai) est une langue papoue parlée en Papouasie-Nouvelle-Guinée, dans le district de Telefomin de la province de Sandaun, ainsi que dans le district d'Ambunti de la province de Sepik oriental.

## Classification
Le suganga fait partie des langues ok-oksapmin, une des familles de langues de l'ensemble trans-nouvelle-guinée. Selon Fedden (2007), le suganga est le dialecte occidental du mian.

## Sources
- (en) Sébastian Olcher Fedden, 2007, A grammar of Mian, a Papuan language of New Guinea, Thèse, Department of Linguistics and Applied Linguistics, University of Melbourne.
- (en) Wilco van den Heuvel, Sébastian Fedden, 2014, Greater Awyu and Greater Ok: Inheritance or Contact?, Oceanic Linguistics 53:1, pp. 1-36.